# Seznam rozhleden v Olomouckém kraji
Seznam rozhleden v Olomouckém kraji představuje výčet rozhleden a vyhlídkových věží, které se nachází v Olomouckém kraji.
Vzhledem k nejednoznačné definici rozhleden a stále přibývajících staveb tohoto druhu je pravděpodobné, že seznam nebude úplný.

## Seznam
| Název                    | Obrázek | Galerie                                                                | Výška [m] | Okres     | Kóta [m n. m.] | Geosouřanice                     | Stručný popis                                                                       | Stav                                                  |
| ------------------------ | ------- | ---------------------------------------------------------------------- | --------- | --------- | -------------- | -------------------------------- | ----------------------------------------------------------------------------------- | ----------------------------------------------------- |
| Biskupská kupa           |         | Kategorie „Biskupská kupa (observation tower)“ na Wikimedia Commons    | 19,3      | Jeseník   | 889            | 50°15′24″ s. š., 17°25′43″ v. d. | Biskupská kupa je kopec s rozhlednou na vrcholu poblíž Zlatých Hor.                 | Přístupná za poplatek                                 |
| Borůvková hora           |         | Kategorie „Borůvková hora observation tower“ na Wikimedia Commons      | 26,1      | Jeseník   | 898            | 50°23′26″ s. š., 16°54′9″ v. d.  | Ocelová rozhledna s dřevěným opláštěním tyčící se na stejnojmenné hoře u Javorníku. | Volně přístupná                                       |
| Božka                    |         | Kategorie „Rozhledna Božka“ na Wikimedia Commons                       | 21        | Olomouc   | 320            | 49°35′6″ s. š., 17°23′15″ v. d.  | Zděná rozhledna se nachází ve sportovním areálu v obci Přáslavice.                  | Volně přístupná                                       |
| Brodek                   |         |                                                                        | 8         | Přerov    | 215            | 49°28′58″ s. š., 17°21′0″ v. d.  | Dřevěná vyhlídková věž tyčící se na návrší Stráž.                                   | Volně přístupná                                       |
| Brusná u Bludova         |         |                                                                        | 12,5      | Šumperk   | 364            | 49°55′53″ s. š., 16°56′7″ v. d.  | Dřevěná s ocelovým schodištěm.                                                      | Volně přístupná                                       |
| Bukovka                  |         |                                                                        | 21,7      | Šumperk   | 624            | 50°0′52″ s. š., 17°0′51″ v. d.   | Dřevěná s kamennou podstavou a ocelovým schodištěm.                                 | Volně přístupná                                       |
| Dalimilova               |         |                                                                        | 33        | Šumperk   | 918            | 50°11′42″ s. š., 16°58′49″ v. d. | Kamenná dvojitá věž na vrchu Větrov u Starého Města pod Sněžníkem                   | Přístupná za poplatek                                 |
| Háj u Šumperka           |         | Kategorie „Rozhledna Háj (Hanušovická vrchovina)“ na Wikimedia Commons | 28,7      | Šumperk   | 632            | 49°58′14″ s. š., 16°56′2″ v. d.  | Rozhledna na stejnojmenném kopci v Hanušovické vrchovině.                           | Přístupná za poplatek                                 |
| Háječek (nadhledna)      |         |                                                                        | 30        | Šumperk   | 603            | 49°56′16″ s. š., 16°50′10″ v. d. | Železná konstrukce na stejnojmenném kopci mezi Svébohovem a Zborovem                | Volně přístupná za poplatek přes turniket             |
| Hraběnčina vyhlídka      |         | Kategorie „Hraběnčina vyhlídka (Bělotín-Nejdek)“ na Wikimedia Commons  |           | Přerov    |                |                                  |                                                                                     | Volně přístupná                                       |
| Kopaninka                |         | Kategorie „Kopaninka“ na Wikimedia Commons                             | 22        | Prostějov | 620            | 49°27′40″ s. š., 16°52′43″ v. d. | Dřevěná s kovovými prvky jihovýchodně od osady Repechy                              | Klíče v penzionu Lada u přístupové cesty z osady      |
| Medvědí hora             |         |                                                                        | 18        | Šumperk   | 1095           | 50°5′10″ s. š., 17°8′21″ v. d.   | Železná s dřevěným opláštěním u horní stanice lanovky Ski areálu                    | Volně přístupná                                       |
| Kraličák                 |         |                                                                        | 31,1      | Šumperk   | 866            | 50°10′14″ s. š., 16°53′56″ v. d. | Dřevěná s ocelovými prvky severně od obce Hynčice pod Sušinou                       | Volně přístupná                                       |
| Svatý kopeček            |         | Kategorie „Zlatý kopeček (observation tower)“ na Wikimedia Commons     | 32        | Olomouc   | 378            | 49°58′21″ s. š., 16°59′29″ v. d. | Rozhledna Svatý kopeček se nachází v areálu olomoucké zoologické zahrady.           | Přístupná za vstupné do zoo                           |
| Štátula                  |         | Kategorie „Štátula (Předina) rozhledna“ na Wikimedia Commons           | 10        | Prostějov | 310            | 49°23′6″ s. š., 17°6′30″ v. d.   | Dřevěná rozhledna tyčící se na kopci Předina u Dobrochova.                          | Volně přístupná                                       |
| Velký Kosíř              |         | Kategorie „Velký Kosíř (observation tower)“ na Wikimedia Commons       | 28        | Prostějov | 442            | 49°32′53″ s. š., 17°3′42″ v. d.  | Dřevěná rozhledna na Velkém Kosíři                                                  | Volně přístupná                                       |
| Věžka                    |         | Kategorie „Čechy pod Kosířem lookout tower“ na Wikimedia Commons       | 15        | Prostějov | 282            | 49°32′54″ s. š., 17°2′13″ v. d.  | Rozhledna v zámeckém parku Čechy pod Košířem.                                       | Přístupná v době prohlídek zámku jako součást trasy B |
| Vitčice                  |         | Kategorie „Vitčice (rozhledna)“ na Wikimedia Commons                   | 8         | Prostějov | 280            | 49°18′11″ s. š., 17°14′17″ v. d. | Dřevěná rozhledna na jižním okraji Vinického lesa u Vitčic, v katastru obce Srbce.  | Volně přístupná                                       |
| Zlatý chlum              |         | Kategorie „Zlatý chlum (rozhledna)“ na Wikimedia Commons               | 26        | Jeseník   | 875            | 50°14′17″ s. š., 17°14′15″ v. d. | Zlatý chlum, rozhledna, tyčící se nad městem Jeseník.                               | Přístupná za poplatek                                 |
| Bývalá Železná rozhledna |         | Kategorie „Železná rozhledna (Potštát)“ na Wikimedia Commons           | 2 (26)    | Přerov    | 524            | 49°37′5″ s. š., 17°40′41″ v. d.  | Ruiny rozhledny u Potštátu                                                          | Volně přístupná                                       |